# Ah! La Barbe
Ah! La Barbe je francouzský němý film z roku 1905. Režisérem je Segundo de Chomón (1861–1938). Film trvá zhruba 2 minuty.

## Děj
Muži se při holení dvakrát zjeví velká hlava v zrcadle. Když se to stane potřetí, muž vezme břitvu a zrcadlo rozbije, čehož následně lituje.